# Лахдар-Хамина, Мохаммед
Мохаммед Лахдар-Хамина (араб. محمد الأخضر حمينة‎; 26 февраля 1934, Мсила, Алжир — 23 мая 2025, Алжир) — алжирский кинорежиссёр, сценарист и актёр, работавший во Франции.

## Биография
Учился во Франции. Был свидетелем Алжирской войны, которая стала впоследствии главной темой его фильмов.
Начал с документальных фильмов. В 1965 году с игровым военным фильмом «Горные ветры» попал в конкурс Каннского кинофестиваля и получил приз за лучший первый фильм.
После этого работал в основном во Франции. Стал первым в истории африканским лауреатом «Золотой пальмовой ветви», когда в 1975 году получил эту награду за фильм «Хроника огненных лет».
Умер 23 мая 2025 года у себя дома в Алжире в возрасте 91 года.

## Фильмография
- 1962 — / Sous le signe de Neptune (сценарист)
- 1964 — / Mais un jour de novembre (режиссёр)
- 1965 — Горные ветры / (режиссёр, сценарист)
- 1967 — / Hassan Terro (режиссёр, сценарист)
- 1972 — Décembre (режиссёр)
- 1975 — Хроника огненных лет / Chronique des années de braise (режиссёр, сценарист, актёр)
- 1982 — / Vent de sable (режиссёр, сценарист)
- 1986 — / La Dernière image (режиссёр, сценарист, актёр)